# Tamba ochrodes
Tamba ochrodes là một loài bướm đêm trong họ Noctuidae.